# Nupserha nigriceps
Nupserha nigriceps är en skalbaggsart som beskrevs av Charles Joseph Gahan 1894. Nupserha nigriceps ingår i släktet Nupserha och familjen långhorningar.
Artens utbredningsområde är:
- Myanmar.
- Nepal.

Inga underarter finns listade i Catalogue of Life.